# Deușu
Deușu – wieś w Rumunii, w okręgu Kluż, w gminie Chinteni. W 2011 roku liczyła 269 mieszkańców.